# Borová Lada
Borová Lada är kommunhuvudort i Tjeckien.   De ligger i distriktet Okres Prachatice och regionen Södra Böhmen, i den sydvästra delen av landet, 130 km söder om huvudstaden Prag. Borová Lada ligger 901 meter över havet och antalet invånare är 276.
Terrängen runt Borová Lada är huvudsakligen kuperad, men åt nordväst är den platt. Runt Borová Lada är det ganska glesbefolkat, med 22 invånare per kvadratkilometer. Närmaste större samhälle är Vimperk, 11,8 km nordost om Borová Lada. I omgivningarna runt Borová Lada växer i huvudsak blandskog.